# Cantone di La Chaise-Dieu
Il Cantone di La Chaise-Dieu era una divisione amministrativa dell'Arrondissement di Brioude.
A seguito della riforma approvata con decreto del 17 febbraio 2014, che ha avuto attuazione dopo le elezioni dipartimentali del 2015, è stato soppresso.

## Composizione
Comprendeva 11 comuni:
- Berbezit
- Bonneval
- La Chaise-Dieu
- La Chapelle-Geneste
- Cistrières
- Connangles
- Laval-sur-Doulon
- Malvières
- Saint-Pal-de-Senouire
- Félines
- Sembadel